# باكس هيل

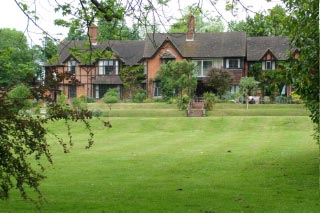
باكس هيل

باكس هيل هو اسم لمنزل عائلة بادن باول مؤسس الحركة الكشفية وزجته أولاف بادن باول لأكثر من عشرين عاما خلال القرن العشرين ويوجد بالقرب من بنتلي، هامبشاير، انجلترا.

## روابط خارجية
- باكس هيل
- منزل باكس هيل

‌